# Cryptocarya

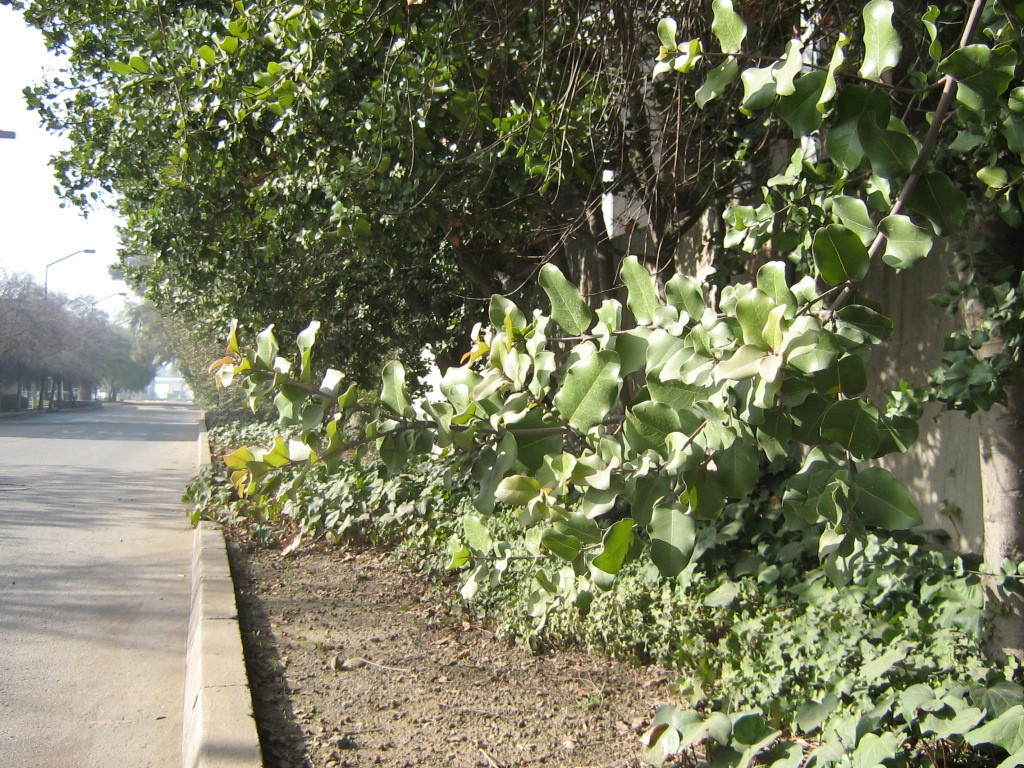
Lá Peumo

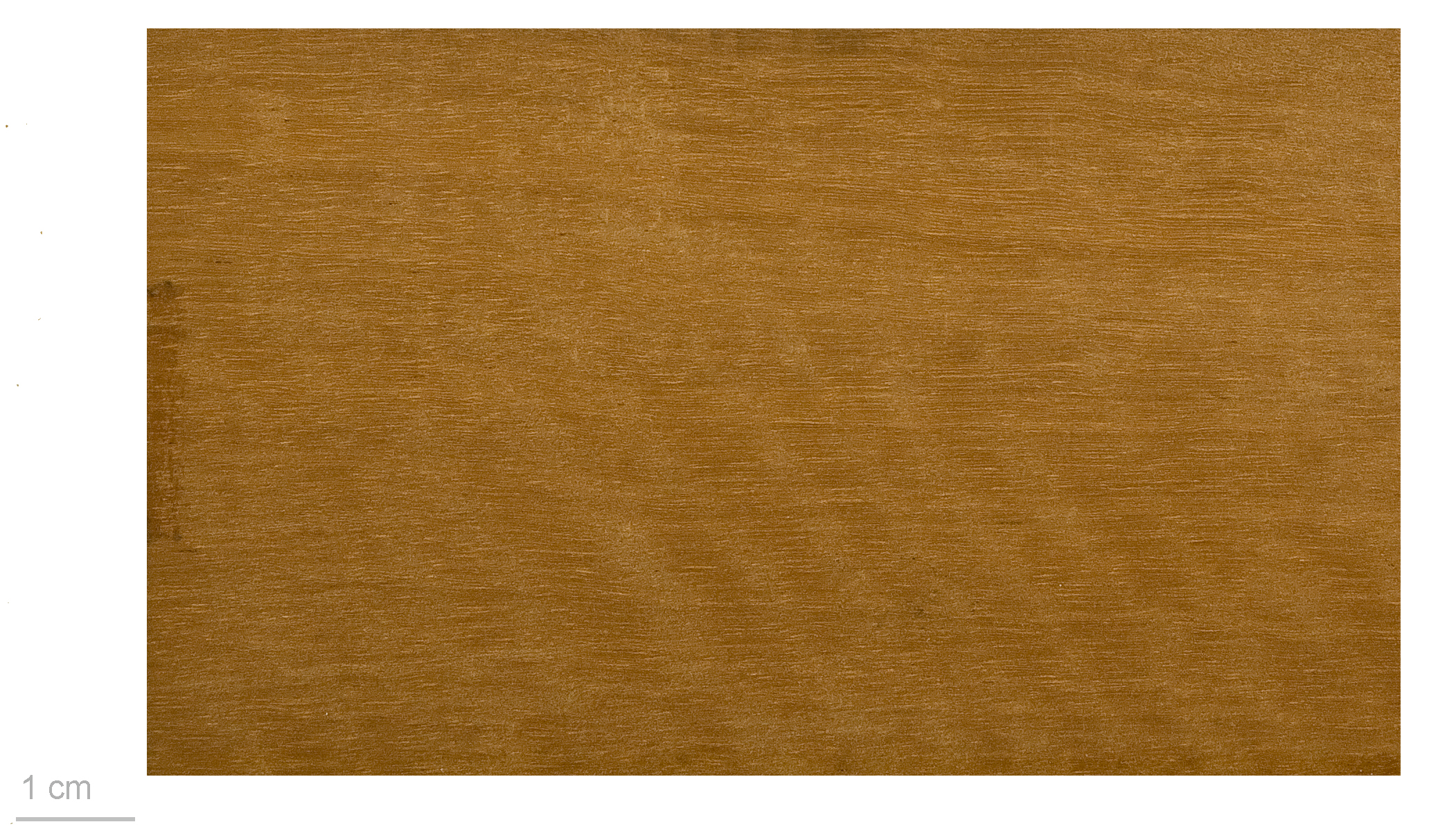
Cryptocarya macrocarpa - MHNT

Cryptocarya là một chi thực vật cây thường xanh thuộc họ Nguyệt quế (Lauraceae). Chi này có hơn 300 loài phân bố khắp các khu vực sinh thái Tân Nhiệt đới, nhiệt đới châu Phi, Indomalaya, và khu vực sinh thái Australasia. Các loài có ở Việt Nam được gọi là cà đuối hay hậu xác quế.

## Các loài
POWO hiện tại công nhận 358 loài trong chi này.
- Cryptocarya acuminata
- Cryptocarya acutifolia
- Cryptocarya agathophylla
- Cryptocarya ainikinii
- Cryptocarya alba
- Cryptocarya albifrons
- Cryptocarya albiramea
- Cryptocarya alleniana
- Cryptocarya alseodaphnifolia
- Cryptocarya alticola
- Cryptocarya ambrensis
- Cryptocarya ampla
- Cryptocarya amygdalina
- Cryptocarya anamalayana
- Cryptocarya andamanica
- Cryptocarya angica
- Cryptocarya angulata
- Cryptocarya angustifolia
- Cryptocarya annamensis
- Cryptocarya apamifolia
- Cryptocarya archboldiana
- Cryptocarya arfakensis
- Cryptocarya argyrophylla
- Cryptocarya aristata
- Cryptocarya aschersoniana
- Cryptocarya atra
- Cryptocarya aurea
- Cryptocarya aureobrunnea
- Cryptocarya aureosericea
- Cryptocarya austrokweichouensis
- Cryptocarya balakrishnanii
- Cryptocarya bamagana
- Cryptocarya barbellata
- Cryptocarya beddomei
- Cryptocarya beilschmiediifolia
- Cryptocarya bellendenkerana
- Cryptocarya bernhardiensis
- Cryptocarya bhutanica
- Cryptocarya bidwillii
- Cryptocarya biswasii
- Cryptocarya bitriplinervia
- Cryptocarya boemiensis
- Cryptocarya borneensis
- Cryptocarya botelhensis
- Cryptocarya bourdillonii
- Cryptocarya brachythyrsa
- Cryptocarya bracteolata
- Cryptocarya brassii
- Cryptocarya brevipes
- Cryptocarya bullata
- Cryptocarya burckeana
- Cryptocarya burkillii
- Cryptocarya caesia
- Cryptocarya cagayanensis
- Cryptocarya calandoi
- Cryptocarya calcicola
- Cryptocarya calderi
- Cryptocarya camptodroma
- Cryptocarya capuronii
- Cryptocarya carrii
- Cryptocarya caryoptera
- Cryptocarya cavei
- Cryptocarya ceramica
- Cryptocarya cercophylla
- Cryptocarya chanthaburiensis
- Cryptocarya chartacea
- Cryptocarya chinensis
- Cryptocarya chingii
- Cryptocarya cinnamomifolia
- Cryptocarya citriformis
- Cryptocarya clarksoniana
- Cryptocarya claudiana
- Cryptocarya cocosoides
- Cryptocarya concinna
- Cryptocarya constricta
- Cryptocarya cordata
- Cryptocarya cordifolia
- Cryptocarya corrugata
- Cryptocarya costata
- Cryptocarya crassinerviopsis
- Cryptocarya cunninghamii
- Cryptocarya cuprea
- Cryptocarya darusensis
- Cryptocarya dekae
- Cryptocarya densiflora
- Cryptocarya depauperata
- Cryptocarya depressa
- Cryptocarya dipterocarpifolia
- Cryptocarya diversifolia
- Cryptocarya dorrigoensis
- Cryptocarya elegans
- Cryptocarya elliptica
- Cryptocarya elliptilimba
- Cryptocarya elmeri
- Cryptocarya elongata
- Cryptocarya endiandrifolia
- Cryptocarya enervis
- Cryptocarya engleriana
- Cryptocarya erythroxylon
- Cryptocarya euphlebia
- Cryptocarya exfoliata
- Cryptocarya fagifolia
- Cryptocarya ferrarsii
- Cryptocarya ferrea
- Cryptocarya filicifolia
- Cryptocarya flavisperma
- Cryptocarya fleuryi
- Cryptocarya floydii
- Cryptocarya fluminensis
- Cryptocarya foetida
- Cryptocarya forbesii
- Cryptocarya foveolata
- Cryptocarya fulva
- Cryptocarya fusca
- Cryptocarya fuscopilosa
- Cryptocarya gigantocarpa
- Cryptocarya gigaphylla
- Cryptocarya glabella
- Cryptocarya glabriflora
- Cryptocarya glaucescens
- Cryptocarya glaucocarpa
- Cryptocarya globosa
- Cryptocarya gonioclada
- Cryptocarya gracilis
- Cryptocarya graehneriana
- Cryptocarya grandis
- Cryptocarya gregsonii
- Cryptocarya griffithiana
- Cryptocarya guianensis
- Cryptocarya guillauminii
- Cryptocarya hainanensis
- Cryptocarya hartleyi
- Cryptocarya helicina
- Cryptocarya hintonii
- Cryptocarya hornei
- Cryptocarya hypoglauca
- Cryptocarya hypospodia
- Cryptocarya idenburgensis
- Cryptocarya impressa
- Cryptocarya impressinervia
- Cryptocarya impressivena
- Cryptocarya infectoria
- Cryptocarya insularis
- Cryptocarya intermedia
- Cryptocarya invasiorum
- Cryptocarya iridescens
- Cryptocarya jacarepaguensis
- Cryptocarya kajewskii
- Cryptocarya kamahar
- Cryptocarya kostermansiana
- Cryptocarya krameri
- Cryptocarya kurzii
- Cryptocarya kwangtungensis
- Cryptocarya laevigata
- Cryptocarya lancifolia
- Cryptocarya lancilimba
- Cryptocarya laotica
- Cryptocarya latifolia
- Cryptocarya laurifolia
- Cryptocarya lecomtei
- Cryptocarya ledermannii
- Cryptocarya leiana
- Cryptocarya leptospermoides
- Cryptocarya leucophylla
- Cryptocarya liebertiana
- Cryptocarya lifuensis
- Cryptocarya litoralis
- Cryptocarya lividula
- Cryptocarya loheri
- Cryptocarya longifolia
- Cryptocarya longipaniculata
- Cryptocarya longipetiolata
- Cryptocarya louvelii
- Cryptocarya lucida
- Cryptocarya lyoniifolia
- Cryptocarya macdonaldii
- Cryptocarya mackeei
- Cryptocarya mackinnoniana
- Cryptocarya maclurei
- Cryptocarya macrocarpa
- Cryptocarya macrodesme
- Cryptocarya macrophylla
- Cryptocarya maculata
- Cryptocarya magnifolia
- Cryptocarya mandioccana
- Cryptocarya mannii
- Cryptocarya massoy
- Cryptocarya medicinalis
- Cryptocarya megaphylla
- Cryptocarya meisnerana
- Cryptocarya melanocarpa
- Cryptocarya membranacea
- Cryptocarya metcalfiana
- Cryptocarya micrantha
- Cryptocarya microcos
- Cryptocarya microneura
- Cryptocarya mindanaensis
- Cryptocarya minutifolia
- Cryptocarya moschata
- Cryptocarya multinervis
- Cryptocarya multipaniculata
- Cryptocarya murrayi
- Cryptocarya myrcioides
- Cryptocarya myrtifolia
- Cryptocarya nana
- Cryptocarya nigra
- Cryptocarya nitens
- Cryptocarya nothofagetorum
- Cryptocarya novaanglica
- Cryptocarya oblata
- Cryptocarya oblonga
- Cryptocarya oblongata
- Cryptocarya obovata
- Cryptocarya occidentalis
- Cryptocarya ochracea
- Cryptocarya ocoteifolia
- Cryptocarya odorata
- Cryptocarya oligocarpa
- Cryptocarya oligoneura
- Cryptocarya onoprienkoana
- Cryptocarya oubatchensis
- Cryptocarya ovalifolia
- Cryptocarya ovata
- Cryptocarya ovatocaudata
- Cryptocarya pachyphylla
- Cryptocarya palawanensis
- Cryptocarya pallens
- Cryptocarya pallidifolia
- Cryptocarya palmerensis
- Cryptocarya panamensis
- Cryptocarya parallelinervia
- Cryptocarya parinarifolia
- Cryptocarya parinarioides
- Cryptocarya parvifolia
- Cryptocarya paucinervia
- Cryptocarya pergamentacea
- Cryptocarya pergracilis
- Cryptocarya perlucida
- Cryptocarya petelotii
- Cryptocarya phyllostemon
- Cryptocarya pluricostata
- Cryptocarya polyneura
- Cryptocarya praetervisa
- Cryptocarya pulchella
- Cryptocarya pulchrinervia
- Cryptocarya pullenii
- Cryptocarya pusilla
- Cryptocarya pustulata
- Cryptocarya putida
- Cryptocarya rarinervia
- Cryptocarya renicarpa
- Cryptocarya resinosa
- Cryptocarya retusa
- Cryptocarya revoluta
- Cryptocarya rhizophoretum
- Cryptocarya rhodosperma
- Cryptocarya riedeliana
- Cryptocarya rifaii
- Cryptocarya rigida
- Cryptocarya rigidifolia
- Cryptocarya robynsiana
- Cryptocarya roemeri
- Cryptocarya rotundifolia
- Cryptocarya rubiginosa
- Cryptocarya rugulosa
- Cryptocarya ruruvaiensis
- Cryptocarya saccharata
- Cryptocarya saligna
- Cryptocarya samarensis
- Cryptocarya samoensis
- Cryptocarya schlechteri
- Cryptocarya schmidii
- Cryptocarya schoddei
- Cryptocarya sclerophylla
- Cryptocarya sellowiana
- Cryptocarya septentrionalis
- Cryptocarya sericeotriplinervia
- Cryptocarya shoreifolia
- Cryptocarya simonsii
- Cryptocarya sleumeri
- Cryptocarya smaragdina
- Cryptocarya spathulata
- Cryptocarya splendens
- Cryptocarya stocksii
- Cryptocarya strictifolia
- Cryptocarya subbullata
- Cryptocarya subcorymbosa
- Cryptocarya subfalcata
- Cryptocarya sublanuginosa
- Cryptocarya subtrinervis
- Cryptocarya subtriplinervia
- Cryptocarya subvelutina
- Cryptocarya sulavesiana
- Cryptocarya sulcata
- Cryptocarya sumatrana
- Cryptocarya sumbawaensis
- Cryptocarya tannaensis
- Cryptocarya tawaensis
- Cryptocarya tebaensis
- Cryptocarya tesselata
- Cryptocarya tetragona
- Cryptocarya teysmanniana
- Cryptocarya thouvenotii
- Cryptocarya todayensis
- Cryptocarya tomentosa
- Cryptocarya transversa
- Cryptocarya triplinervis
- Cryptocarya tsangii
- Cryptocarya tuanku-bujangii
- Cryptocarya turbinata
- Cryptocarya turrilliana
- Cryptocarya umbonata
- Cryptocarya vaccinioides
- Cryptocarya weinlandii
- Cryptocarya velloziana
- Cryptocarya velutina
- Cryptocarya velutinosa
- Cryptocarya verrucosa
- Cryptocarya whiffiniana
- Cryptocarya whiteana
- Cryptocarya vidalii
- Cryptocarya wiedensis
- Cryptocarya wightiana
- Cryptocarya wilderiana
- Cryptocarya williwilliana
- Cryptocarya wilsonii
- Cryptocarya viridiflora
- Cryptocarya womersleyi
- Cryptocarya woodii
- Cryptocarya wrayi
- Cryptocarya vulgaris
- Cryptocarya wyliei
- Cryptocarya xylophylla
- Cryptocarya yaanica
- Cryptocarya yasuniensis
- Cryptocarya yunnanensis
- Cryptocarya zamboangensis
- Cryptocarya zapoteoides
- Cryptocarya zollingeriana